# Pedaliodes simmias
Pedaliodes simmias är en fjärilsart som beskrevs av Otto Thieme 1905. Pedaliodes simmias ingår i släktet Pedaliodes och familjen praktfjärilar. Inga underarter finns listade i Catalogue of Life.